# Marian Engel
Marian Engel, född 24 maj 1933 i Toronto, död 16 februari 1985, var en kanadensisk författare. År 1962 gifte hon sig med Howard Engel. Paret fick två barn och skilde sig 1977.
Hennes debutroman, No Clouds of Glory, publicerades 1968. Engels mest kända och kontroversiella roman är Bear (1976), en berättelse om erotisk kärlek mellan en bibliotekarie och en björn. Hon skrev även ett antal barnböcker.
Efter Engels död 1985 instiftades Marian Engel Award vilket är ett litterärt pris som årligen delas ut till en kvinnlig författare.

## Priser och utmärkelser
- Governor General's Awards 1976